# Jüdischer Friedhof (Aschbach)

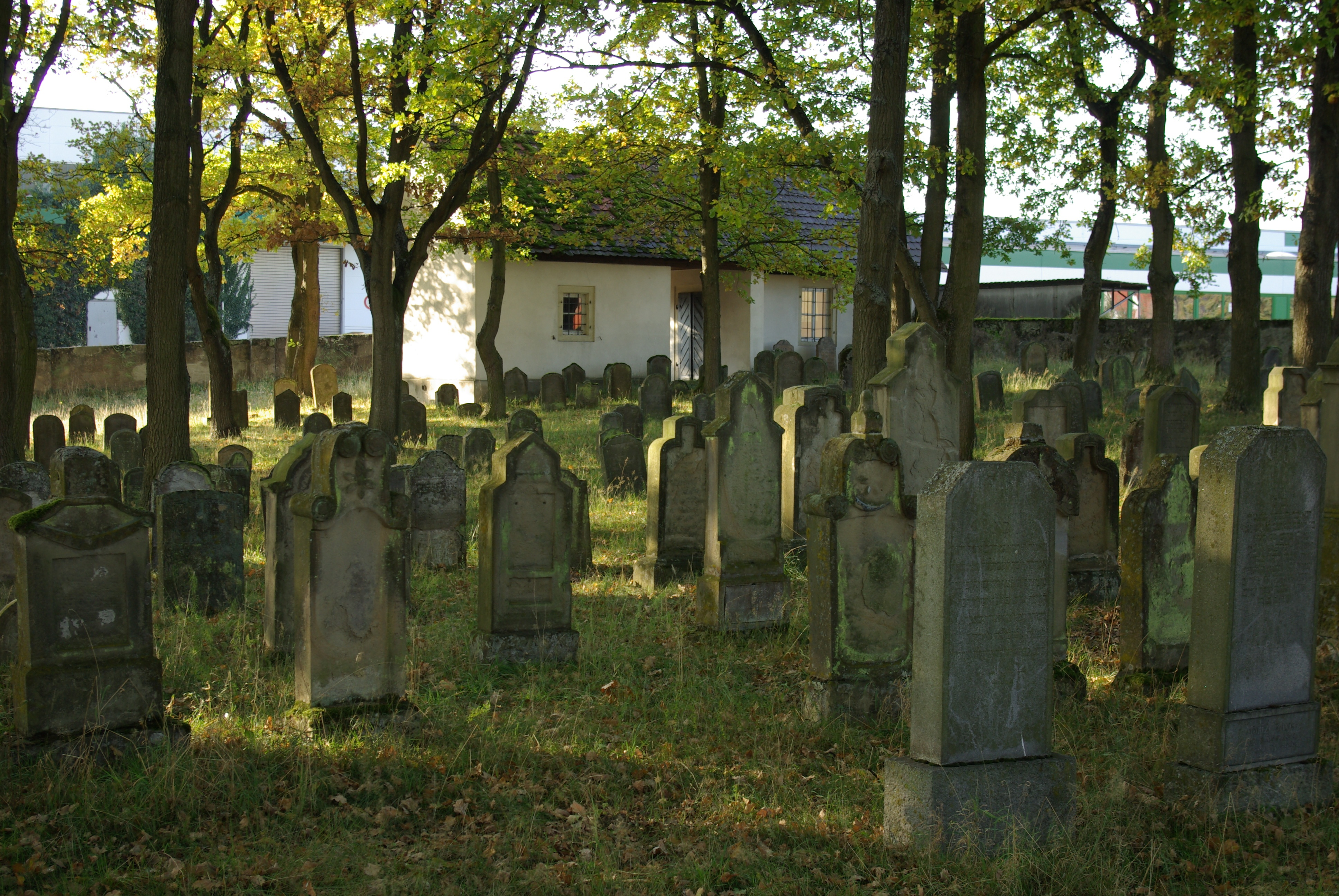
Jüdischer Friedhof in Aschbach, 2011. Im Hintergrund das Taharahaus.

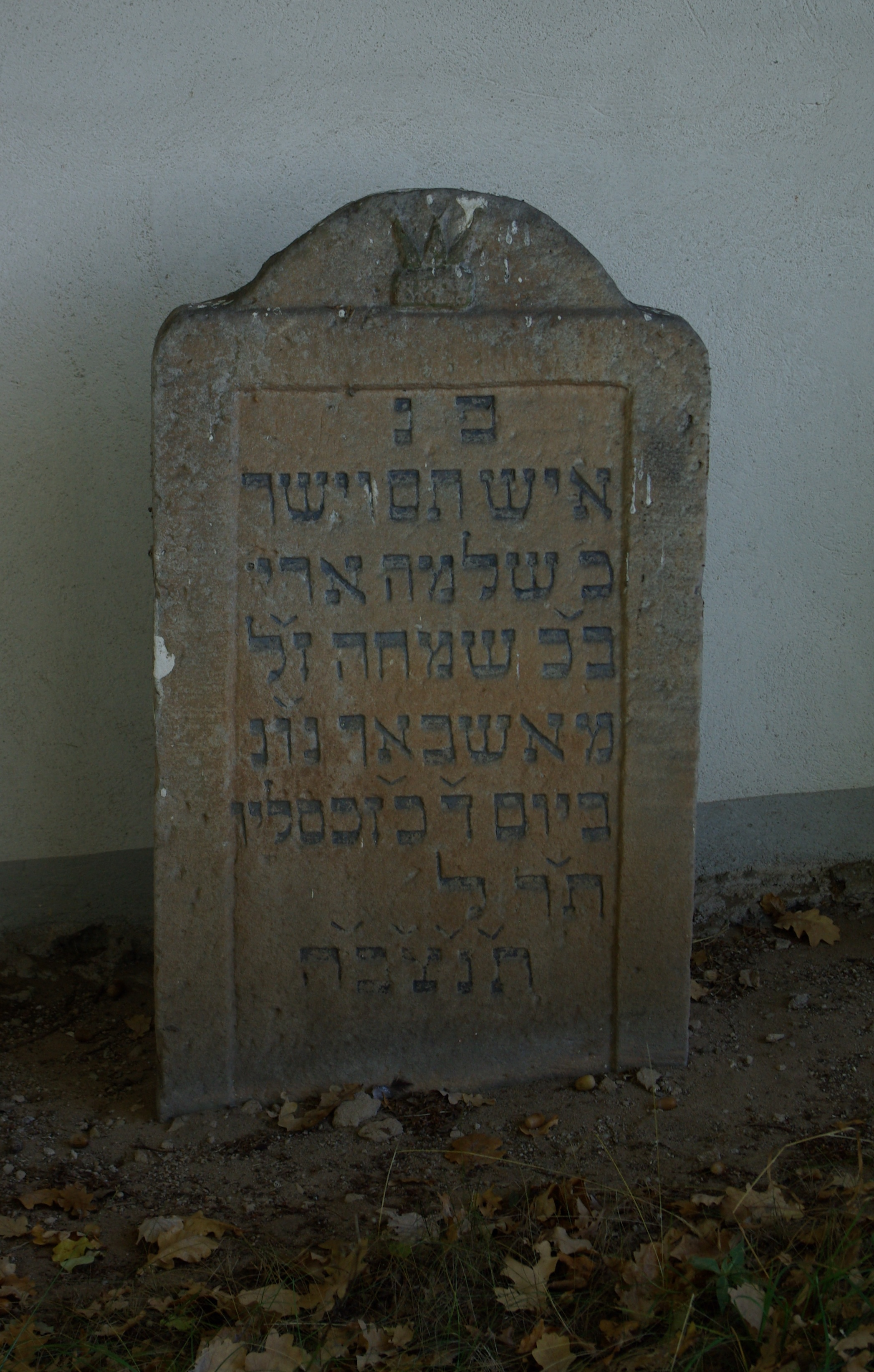
Alter Grabstein auf dem jüdischen Friedhof in Aschbach, 2011

Der Jüdische Friedhof in Aschbach, einem Stadtteil von Schlüsselfeld im oberfränkischen Landkreis Bamberg, ist eine jüdische Begräbnisstätte, die von der ersten Hälfte des 18. Jahrhunderts bis 1947 belegt wurde.

## Lage
Der 3410 m² große Begräbnisplatz liegt am Sandweg direkt neben dem dort später errichteten kommunalen Friedhof von Aschbach. Das Grundstück wird von einer massiven Sandsteinmauer begrenzt, die im Norden beide Begräbnisplätze voneinander trennt.

## Geschichte
Die jüdische Gemeinde in Aschbach existierte spätestens seit dem frühen 18. Jahrhundert. Der älteste lesbare Grabstein auf dem jüdischen Friedhof stammt aus dem Jahr 1720, was auf das ungefähre Alter des Begräbnisplatzes schließen lässt. Seit 1725 wurde der Gottesacker auch von der jüdischen Gemeinde in Burghaslach genutzt. Ein Vertrag von 1761 regelte die gemeinsame Nutzung des Friedhofs mit den jüdischen Gemeinden in Burghaslach, Fürstenforst, Geiselwind und Vestenbergsgreuth. Nachdem im Jahr 1775 der jüdische Friedhof in Burghaslach eingerichtet worden war, nutzte ein Teil dieser Gemeinden die dortige Begräbnisstätte.

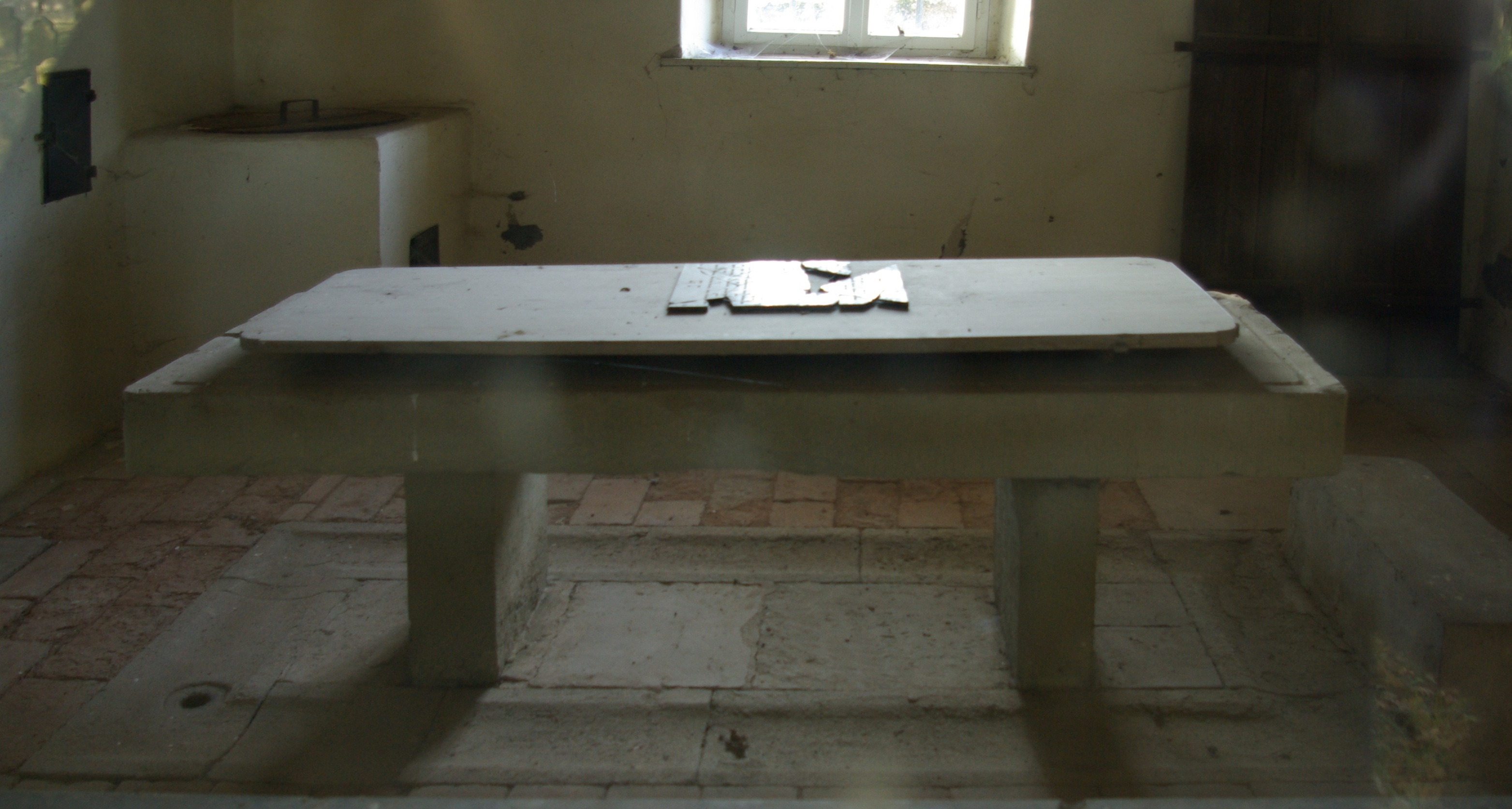
Einrichtung zur rituellen Leichenwaschung im Taharahaus des jüdischen Friedhofs in Aschbach, 2011

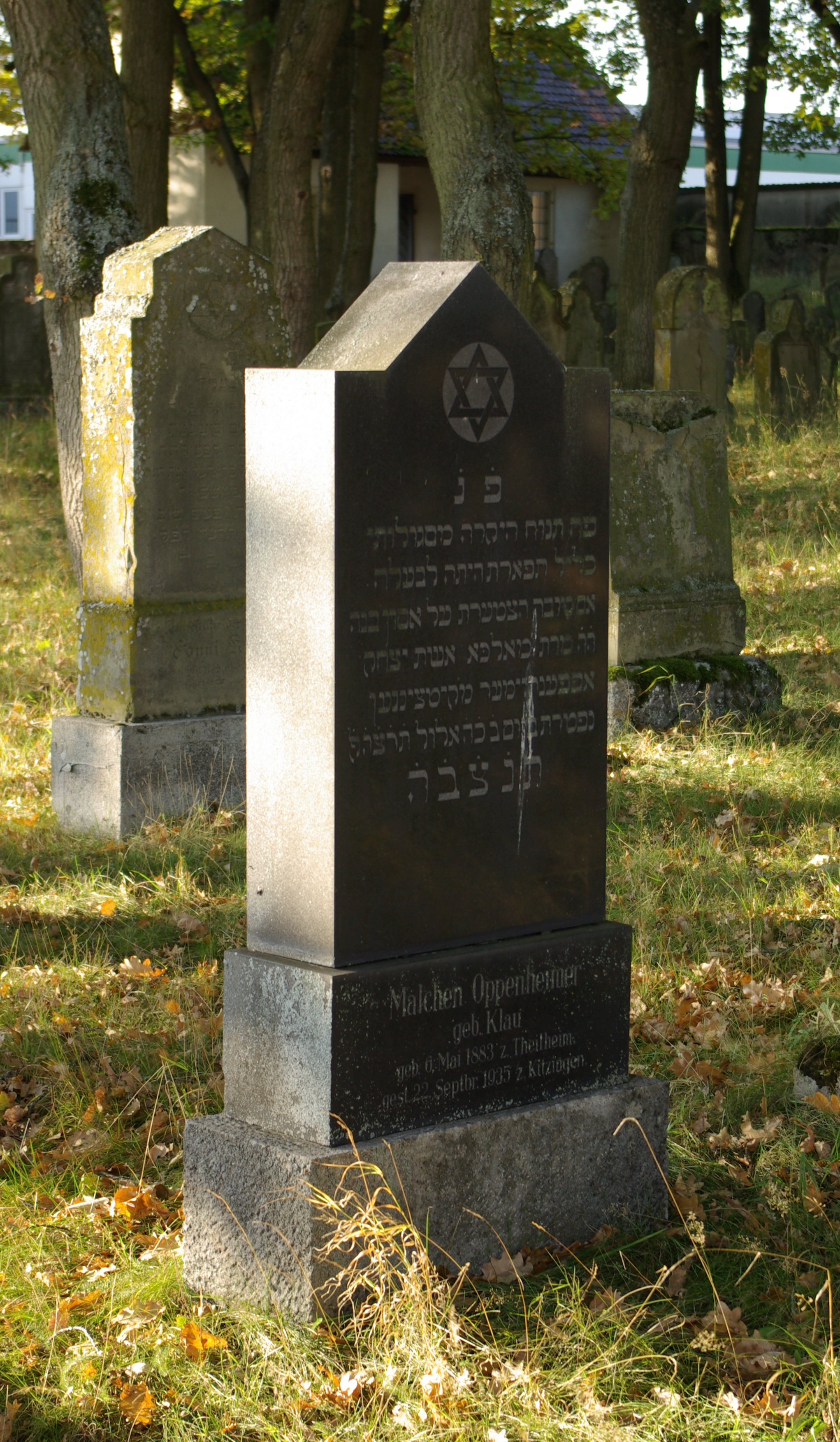
Grabstein aus den 1930er Jahren auf dem jüdischen Friedhof in Aschbach, 2011

Bis zur Mitte des 19. Jahrhunderts stieg die Zahl der in Aschbach ansässigen Juden auf einen Bevölkerungsanteil von über 20 Prozent, bevor sie durch Abwanderung wieder sank. 1850 wurde die massive Sandsteinmauer um den Friedhof errichtet. Das bereits vor dieser Zeit bestehende Taharahaus im Eingangsbereich wurde 1887 durch einen Neubau ersetzt. Das erhaltene Gebäude besteht aus zwei Räumen und einem Durchgang, der zu den Grabreihen führt. Außer dem Friedhof verfügte die jüdische Gemeinde in Aschbach über eine Synagoge, eine Religionsschule (von 1890 bis 1920/23 Israelitische Elementarschule) sowie eine Mikwe. 1933 wurden in Aschbach noch 40 jüdische Einwohner (6,1 % von insgesamt 652) gezählt.

### Zeit des Nationalsozialismus
In der Zeit des Nationalsozialismus ab 1933 wurde der Friedhof mehrmals geschändet. Im April 1938 wurden mehrere jüdische Familien gezwungen, ihre Häuser zu verkaufen. Während der Novemberpogrome 1938 wurden zahlreiche Fenster jüdischer Bewohner eingeworfen. Mitgliedern der SA zerstörten die Inneneinrichtung der Synagoge. Die jüdischen Einwohner Aschbachs wurden gezwungen, bei der Verbrennung der Ritualien und Schriften auf dem Marktplatz zuzusehen. Ein Großteil der aus den genannten Orten stammenden oder dort wohnhaften Juden fiel in den Vernichtungslagern dem Holocaust zum Opfer. Die letzten 13 Mitglieder der jüdischen Gemeinde in Aschbach wurden 1942 in das Durchgangsghetto Izbica und in das Ghetto Theresienstadt deportiert. Das letzte Begräbnis auf dem jüdischen Friedhof in Aschbach fand 1947 statt, als dort ein KZ-Überlebender beerdigt wurde. Ein Gedenkstein, der sich zwischen dem Eingangstor und dem Taharahaus befindet, erinnert an 15 in der Zeit des Nationalsozialismus ermordete Juden.

### Schändungen
Nach 1945 kam es ebenfalls zur Schändung der Begräbnisstätte. Anfang Juni 2007 warfen drei Jugendliche im Alter von 17 und 18 Jahren insgesamt 49 Grabsteine um, wobei mehrere zerbrachen. Auf dem jüdischen Friedhof in Aschbach sind etwa 350 Grabsteine erhalten.